# Большие Прилуки
Больши́е Прилу́ки (бел. Прылукі Вялікія) — деревня в Кобринском районе Брестской области Белоруссии. Входит в состав Остромичского сельсовета.
По данным на 1 января 2016 года население составило 30 человек в 16 домохозяйствах.

## География
Деревня расположена на юго-восточном берегу реки Мухавец, в 12 км к северо-востоку от города и станции Кобрин, в 56 км к востоку от Бреста, на автодороге М1 Брест-Минск.
На 2012 год площадь населённого пункта составила 0,23 км² (23 га).

## История
Населённый пункт известен с XVI века как имение и село Прилуки. В разное время население составляло:
- 1999 год: 23 хозяйства, 55 человек;
- 2005 год: 19 хозяйств, 44 человека;
- 2009 год: 33 человека;
- 2016 год[2]: 16 хозяйств, 30 человек;
- 2019 год[1]: 25 человек.